# 野牡丹小光壳炱
野牡丹小光壳炱（学名：Asteridiella melastomatacearum）是属于小煤炱目小煤炱科小光壳炱属的一种真菌，寄生在野牡丹科植物上。该种分布于中国、巴西、巴拉圭、巴拿马、乌干达、牙买加、厄瓜多尔、古巴、圭亚那、阿根廷、委内瑞拉、波多黎各、洪都拉斯、美国、玻利维亚、菲律宾、塞拉利昂等地。